# Ixora filiflora
Ixora filiflora är en måreväxtart som beskrevs av Cornelis Eliza Bertus Bremekamp. Ixora filiflora ingår i släktet Ixora och familjen måreväxter. Inga underarter finns listade i Catalogue of Life.